# BAIAP2L1
BAIAP2L1‏ (BAI1 associated protein 2 like 1) هوَ بروتين يُشَفر بواسطة جين BAIAP2L1 في الإنسان.